# Pétur Pétursson
Pour les articles homonymes, voir Pétursson.
Pétur Pétursson, né le 27 juin 1959 à Akranes en Islande, est un footballeur international islandais actif de 1976 à 1991 au poste d'attaquant avant de devenir entraîneur. Il compte 41 sélections pour 11 buts en équipe nationale entre 1978 et 1990.

## Biographie

### Carrière de joueur
Pétur Pétursson commence sa carrière à l'ÍA Akranes. Après avoir fini deux fois meilleurs buteurs du championnat islandais, en 1977 et en 1978, il part aux Pays-Bas à Feyenoord Rotterdam. Il joue son premier match lors d'un Klassieker le 11 novembre 1978 à Amsterdam. Il marque lors des huit premiers matchs de la saison 1979-1980, marquant aussi un doublé lors de la finale de la coupe des Pays-Bas face à l'Ajax en fin de saison. Il inscrit 23 buts en championnat avec le Feyenoord Rotterdam lors de cette saison, devenant l'un des meilleurs buteurs du clubs alors qu'il est ailier gauche. Ses bonnes performances sur le terrain poussent le club à envisager de lui proposer un contrat de 7 à 8 ans mais une blessure au genou coupe court aux discussions. Il part alors au RSC Anderlecht, avant de partir ensuite au Royal Antwerp. Il retourne ensuite en prêt à Feyenoord depuis Antwerp, au cours d'une période où il ne joue pas au niveau de ses débuts à Feyenoord. Il ira encore jouer en Espagne avant de finir sa carrière en Islande.
Avec Anderlecht, il est demi-finaliste de la Coupe d'Europe des clubs champions en 1982. Sous les couleurs de Feyenoord, il est demi-finaliste de la Coupe des coupes en 1981.

### Équipe nationale
Pétur Pétursson est convoqué pour la première fois par le sélectionneur national Yuri Illichev pour un match amical face au Danemark le 28 juin 1978 (0-0). Lors de sa cinquième sélection, le 4 octobre 1978 contre la RDA, il marque son premier but en sélection (défaite 3-1).
Il reçoit sa dernière sélection, face à la France à Reykjavik, le 5 septembre 1990 (défaite 2-1). Il est à quatre reprises le capitaine de l'équipe d'Islande.
Il compte 41 sélections et 11 buts avec l'équipe d'Islande entre 1978 et 1990.

### Carrière d'entraîneur
En 1992, il commence sa carrière d'entraîneur au Tindastóll Sauðárkrókur avec laquelle il gagne le championnat de 3. deild (troisième division) lors de sa première saison. Lors de sa deuxième saison, le club termine dernier du championnat de 2. deild (deuxième division) et se voit relégué à l'étage inférieur. Il quitte le club à la fin de cette saison. 
À la suite de son départ de Tindastóll, il est engagé par l'ÍBK Keflavík où il reste deux saisons. Lors de sa première saison, le club termine à la troisième place du championnat et la saison suivante, il termine à la quatrième place. Il quitte le club à la fin de la saison.
En 2000, après cinq ans d'inactivité, Pétur accepte la proposition du club du KR Reykjavik. Lors de sa première saison, le KR termine en tête du championnat, avec sept points d'avance sur le surprenant promu, le Fylkir Reykjavik et 19 points d'avance sur l'UMF Grindavík qui termine sur le podium. En juin 2001, il est démis de ses fonctions d'entraîneur du KR en raison des mauvais résultats du club.
Il est l'assistant du sélectionneur d'Islande, Ólafur Jóhannesson de 2007 à 2011. Depuis 2011, il est l'assistant de Rúnar Kristinsson au KR Reykjavik.

## Palmarès

### Joueur
- Avec l'ÍA Akranes : 
  - Champion d'Islande en 1977
  - Vainqueur de la Coupe d'Islande en 1978 et 1986
  - Vainqueur de la Supercoupe d'Islande en 1978

- Avec le Feyenoord Rotterdam :
  - Vainqueur de la Coupe des Pays-Bas en 1980

### Entraîneur
- Avec le Tindastóll Sauðárkrókur :
  - Champion d'Islande de D3 en 1992

- Avec le KR Reykjavik :
  - Champion d'Islande en 2000
  - Vainqueur de la Coupe de la Ligue en 2001

### Récompenses
- Meilleur buteur du Championnat d'Islande en 1977 (16 buts) et 1978 (19 buts)

## Statistiques

### Statistiques en club
| Saison                | Club                  | Championnat           | Championnat | Championnat | Coupe(s) nationale(s) | Coupe(s) nationale(s) | Compétition(s) continentale(s) | Compétition(s) continentale(s) | Compétition(s) continentale(s) | Islande | Islande | Total | Total |
| Saison                | Club                  | Division              | M.          | B.          | M.                    | B.                    | Comp.                          | M.                             | B.                             | M.      | B.      | M.    | B.    |
| 1976                  | ÍA Akranes            | 1. deild              | 14          | 4           | -                     | -                     | C1                             | 2                              | 0                              | -       | -       | 16    | 4     |
| 1977                  | ÍA Akranes            | 1. deild              | 18          | 16          | -                     | -                     | C2                             | 2                              | 0                              | -       | -       | 20    | 16    |
| 1978                  | ÍA Akranes            | 1. deild              | 17          | 19          | -                     | -                     | C1                             | 2                              | 0                              | 5       | 1       | 24    | 20    |
| 1978 - 1979           | Feyenoord Rotterdam   | Eredivisie            | 22          | 12          | -                     | -                     | -                              | -                              | -                              | 2       | 0       | 24    | 12    |
| 1979 - 1980           | Feyenoord Rotterdam   | Eredivisie            | 33          | 23          | -                     | -                     | C3                             | 6                              | 4                              | 4       | 1       | 43    | 28    |
| 1980 - 1981           | Feyenoord Rotterdam   | Eredivisie            | 14          | 7           | -                     | -                     | C2                             | 4                              | 0                              | -       | -       | 18    | 7     |
| 1981 - 1982           | RSC Anderlecht        | Division 1            | 15          | 4           | -                     | -                     | C1                             | 6                              | 1                              | 2       | 0       | 23    | 5     |
| 1982 - 1983           | Royal Antwerp         | Division 1            | 30          | 8           | -                     | -                     | -                              | -                              | -                              | 5       | 0       | 35    | 8     |
| 1983 - 1984           | Royal Antwerp         | Division 1            | 26          | 5           | -                     | -                     | C3                             | 4                              | 3                              | 2       | 0       | 32    | 8     |
| 1984 - 1985           | Feyenoord Rotterdam   | Eredivisie            | 19          | 7           | -                     | -                     | C1                             | 2                              | 0                              | 4       | 1       | 25    | 8     |
| 1985 - 1986           | Hércules Alicante     | Primera División      | 27          | 5           | -                     | -                     | -                              | -                              | -                              | 4       | 1       | 31    | 6     |
| 1986                  | ÍA Akranes            | 1. deild              | 5           | 3           | -                     | -                     | C3                             | 2                              | 0                              | 2       | 0       | 9     | 3     |
| 1986 - 1987           | Hércules Alicante     | Segunda Division      | 0           | 0           | -                     | -                     | -                              | -                              | -                              | 3       | 0       | 3     | 0     |
| 1987                  | KR Reykjavik          | 1. deild              | 18          | 8           | -                     | -                     | -                              | -                              | -                              | 2       | 1       | 20    | 9     |
| 1988                  | KR Reykjavik          | 1. deild              | 10          | 4           | -                     | -                     | -                              | -                              | -                              | -       | -       | 10    | 4     |
| 1989                  | KR Reykjavik          | 1. deild              | 14          | 9           | -                     | -                     | -                              | -                              | -                              | 1       | 2       | 15    | 11    |
| 1990                  | KR Reykjavik          | 1. deild              | 18          | 6           | -                     | -                     | -                              | -                              | -                              | 5       | 4       | 23    | 10    |
| 1991                  | KR Reykjavik          | 1. deild              | 15          | 3           | -                     | -                     | -                              | -                              | -                              | -       | -       | 15    | 3     |
| Total sur la carrière | Total sur la carrière | Total sur la carrière | 315         | 143         | -                     | -                     | -                              | 30                             | 8                              | 41      | 11      | 386   | 162   |

### Buts en sélection
Le tableau suivant liste tous les buts inscrits par Pétur Pétursson avec l'équipe d'Islande.